# Visages d'enfants
Visages d'enfants (francès: Cares de nens) és una pel·lícula muda franco-suïssa del 1925 dirigida per Jacques Feyder. Explica la història d'un nen jove la mare del qual ha mort i els ressentiments que es desenvolupen quan el seu pare es torna a casar. Va ser un exemple notable de realisme cinematogràfic a l'era del silenci, i el seu drama psicològic es va integrar amb els paisatges naturals de Suïssa, on gran part de la pel·lícula es va fer in situ.

## Argument
Després de la mort de la seva dona, Pierre Amsler, l'alcalde ("president") del poble de Saint-Luc a la regió muntanyosa de l'Alt Valais de Suïssa, ha de criar els seus dos fills, Jean (uns 10 anys). ) i Pierrette (c. 5 anys). Va enviar el seu fill amb el seu padrí, el canonge Taillier, mentre es va tornar a casar amb Jeanne Dutois, vídua amb una filla pròpia (Arlette). Quan el canonge Taillier comunica a Jean la notícia del matrimoni del seu pare, Jean està molest però promet intentar respectar la decisió.
Quan Jean torna a casa, es ressenteix de la seva madrastra Jeanne, a qui veu usurpant el lloc de la seva mare, i els seus sentiments troben la sortida en la seva creixent hostilitat cap a Arlette. Com que el seu dormitori espaiós està ocupat ara per Arlette i Pierrette i que ara té una habitació més petita, Jean porta l'únic retrat de la seva mare a la seva nova habitació per la comoditat. Mentre juga amb Pierrette, es nega a deixar que Arlette s'uneixi a ells, tot i que ella i Pierrette s'entenen bé. Quan veu Jeanne agafar un vestit que portava la seva mare per fer vestits per a les dues noies, l'arruïna intencionadament i és castigat per Pierre pel seu comportament.
Jean i Arlette ara es menyspreen. Un dia d'hivern mentre viatja amb un trineu, en Jean llança subreptíciament l'estimada nina d'Arlette a la pista. Aquella nit, enganya l'Arlette perquè s'aventura a la muntanya coberta de neu dient-li on va caure la seva nina. Arlette es perd i es refugia en una capella que queda coberta per una allau. Colpit de culpa, Jean li explica a Pierre el que ha fet i un grup de recerca rescata l'Arlette de la capella. La seva família retreu en silenci a Jean pel que va fer a Arlette. Quan recorre al retrat de la seva mare per buscar consol, sembla esvaït i distant (la qual cosa implica que la seva mare està decebuda amb Jean pel seu comportament).
L'endemà, Jean escriu una carta de disculpes al seu pare, dient-li que se'n va, i demana a Arlette i Pierrette que l'entreguin. Va a un rierol proper, on ha vist una imatge de la seva mare somrient-li, i es disposa a ofegar-se. Les noies expliquen a Jeanne la seva marxa i ella va a buscar-lo. El troba just quan cau al rierol, i s'endinsa a l'aigua corrent per rescatar-lo. Mentre Jeanne el reconforta a la seva habitació, Jean finalment l'accepta com la seva nova mare.

## Repartiment
- Jean Forest com Jean Amsler, el fill
- Victor Vina com a Pierre Amsler, el pare
- Pierrette Houyez com a Pierrette Amsler, la filla
- Rachel Devirys com a Jeanne Dutois, la segona esposa
- Arlette Peyran com a Arlette Dutois, la fillastra
- Jeanne Marie-Laurent com a veïna
- Henri Duval com el canonge Talier, padrí de Jean
- Suzy Vernon com la mare de Jean i Pierrette

## Producció
Jacques Feyder va rebre un encàrrec de cinema de dos productors suïssos, Dimitri de Zoubaleff i Arthur-Adrien Porchet, que tenien la seu a Lausana, i els va oferir Visages d'enfants. Feyder va escriure el seu propi guió original, assistit per la seva dona Françoise Rosay, prenent una visió moderna i poc sentimental de la infància infeliç i donant una visió psicològicament realista de tots els personatges. També va incrustar la història en un "estudi social dels rituals i costums d'una comunitat catòlica aïllada, en un paisatge que alternativament separa, posa en perill i obliga la gent a acostar-se".
Les seves ambicions per a la pel·lícula van ser molt ajudades pel talent natural de l'actor infantil Jean Forest en el paper central; Feyder i Rosay l'havien descobert als carrers de Montmartre i havia aparegut a la pel·lícula anterior de Feyder Crainquebille. Durant la primavera i l'estiu de 1923 (4 de maig - 2 d'agost) el rodatge de les nombroses escenes exteriors va tenir lloc a l'Alt-Valais i al poble de Grimentz, fent veure els paisatges de manera destacada al llarg de la pel·lícula. El càmera de Feyder, Léonce-Henri Burel, que havia treballat habitualment amb Abel Gance, va aconseguir alguns efectes visuals sorprenents, com les escenes nocturnes de la festa de recerca il·luminades per torxes (en lloc dels més habituals de la tècnica dia per nit); també va emprar un punt de vista subjectiu de la càmera per representar la cursa d'una allau. La gent local va ser utilitzada com a extres per interpretar a camperols i vilatans, sobretot a les escenes del funeral i el casament (molts d'ells no havien vist mai una pel·lícula o una càmera abans). Les escenes interiors es van rodar als Studios des Reservoirs de Joinville a París (del 10 d'agost al 6 d'octubre). (Durant el rodatge a Joinville, Feyder va anar a Viena per negociar el seu següent contracte: la seva dona Françoise Rosay el va substituir com a directora mentre ell era fora.)
Després d'acabar el rodatge, Feyder va tenir un desacord amb la companyia de distribució Les Grands Films Indépendants, que va confiscar les pel·lícules de gener a maig de 1924. Feyder va haver d'esperar gairebé un any abans de poder completar el muntatge. L'estrena de la pel·lícula no va tenir lloc fins al 1925, dos anys després que s'haguessin començat a treballar-hi.

## Recepció
La pel·lícula es va estrenar el març de 1925 al cinema Montparnasse de París. Immediatament va ser aclamat com una fita per la crítica. No obstant això, no va ser popular entre el públic i es va convertir en un fracàs comercial. El seu prestigi crític li va portar una certa distribució a l'estranger, i al Japó el 1926 la premsa la va nomenar millor pel·lícula europea de l'any.
Valoracions posteriors l'han continuat valorant per la seva intimitat emocional senzilla i punyent, i per "l'autenticitat inusual del seu entorn natural i social". La seqüència d'obertura en particular, que representa un funeral de poble i que dura uns 11 minuts, ha estat admirada per l'habilitat de la seva exposició que combina la claredat narrativa amb el detall social i la visió psicològica. Georges Sadoul va considerar Visages d'enfants com una de les millors pel·lícules de Feyder;i Jean Mitry el 1973 va declarar que, a part del tríptic Napoléon de Gance i Un bonne de paille d'Italie de Clair, de totes les produccions franceses dels anys vint, Visages d'enfants va ser la que va triar per salvar: era la més coherent, uniforme i equilibrada, l'única que encara avui era decididament moderna.

## Restauració
Després del fracàs comercial de la pel·lícula, el negatiu va desaparèixer, i fins a la dècada de 1980 es va conèixer en gran part per còpies incompletes i de mala qualitat. El 1986 la Cinemathèque royale de Belgique va fer una primera restauració de la pel·lícula utilitzant material trobat a Brussel·les, Amsterdam i Lausana, juntament amb algun material ja restaurat per la Cinemateca Francesa. Aquesta versió no té intertítols ni tint de color. L'any 1993 les cinemateques belga i francesa van rebre l'ajuda del Gosfilmofond (Moscou) i el Nederlands Filmmuseum (Amsterdam) en una nova restauració que va afegir un tint de color. L'any 2004 Lobster Films (París) va completar la restauració utilitzant tecnologia digital per reduir taques i marques a les imatges, i es van restaurar els intertítols francesos originals. Es va encarregar una nova partitura (per a octet) a Antonio Coppola.